# 席希特山
71°26′S 13°8′E / 71.433°S 13.133°E
席希特山（英語：Mount Schicht）是南極洲的山峰，位於東部南極洲的毛德皇后地，屬於格魯伯山脈的一部分，處於里徹峰西南面7公里，該山峰由德國的探險隊發現。